# J. Irving Whalley

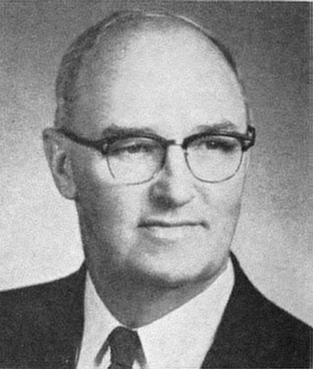
J. Irving Whalley (1965)

John Irving Whalley (* 14. September 1902 in Barnesboro, Cambria County, Pennsylvania; † 8. März 1980 in Pompano Beach, Florida) war ein US-amerikanischer Politiker. Zwischen 1960 und 1973 vertrat er den Bundesstaat Pennsylvania im US-Repräsentantenhaus.

## Werdegang
Irving Whalley besuchte die öffentlichen Schulen seiner Heimat und das Cambria Rowe Business College. Danach arbeitete er in der Automobilbranche, im Bankgewerbe und im Kohlegeschäft.  Gleichzeitig schlug er als Mitglied der Republikanischen Partei eine politische Laufbahn ein. Er war Mitglied des Beraterausschusses des zur University of Pittsburgh gehörenden Johnstown College und Vorsitzender der Somerset County Redevelopment Authority and Windber Planning Commission. Außerdem saß er von 1935 bis 1947 im Schulausschuss von Windber. Zwischen 1951 und 1955 war Whalley Abgeordneter im Repräsentantenhaus von Pennsylvania; von 1955 bis 1960 gehörte er dem Staatssenat an.
Nach dem Tod des Abgeordneten Douglas Hemphill Elliott wurde Whalley bei der fälligen Nachwahl für den 18. Sitz Pennsylvania als dessen Nachfolger in das US-Repräsentantenhaus in Washington, D.C. gewählt, wo er am 8. November 1960 sein neues Mandat antrat. Nach vier Wiederwahlen konnte er bis zum 3. Januar 1973 im Kongress verbleiben. Seit 1963 vertrat er dort den zwölften Wahlbezirk seines Staates. In seine Zeit als Kongressabgeordneter fielen der Vietnamkrieg und die Endphase der Bürgerrechtsbewegung.
1972 verzichtete Irving Whalley auf eine weitere Kandidatur. Danach ist er politisch nicht mehr in Erscheinung getreten. Er starb am 8. März 1980 in Pompano Beach.